# Repo Men
Ne doit pas être confondu avec Repo Man.
Pour plus de détails, voir Fiche technique et Distribution.
Repo Men, ou Les Repreneurs au Québec, est un film américano-canadien réalisé par Miguel Sapochnik, sorti en 2010.

## Synopsis
Dans un univers dystopique futur, la greffe d'organe n'est plus un problème grâce au développement de la biotechnologie. L’Union est une société qui produit des organes artificiels, appelés les artiforgs, les commercialise et les implante. Néanmoins, le coût d’une greffe reste élevé. C'est pourquoi L'Union finance la greffe par le crédit. Les personnes ne s’acquittant pas de leurs lourdes dettes reçoivent rapidement la visite des repo men (les repreneurs), des agents dont la mission est de reprendre les organes greffés des mauvais payeurs en toute légalité. Dans la plupart des cas, les personnes qui ont un organe artificiel décèdent rapidement une fois que leur organe artificiel a été retiré, ce qui donne aux repo men une réputation de chasseurs de primes et fait d'eux des parias.
Rémy est l'un des meilleurs repo-men de L'Union. Il travaille avec son ami d'enfance, Jake, pour recueillir les organes artificiels des clients qui ne payent plus. Rémy est très apprécié au sein de L'Union ; on le dit prometteur bien que cette occupation pose des problèmes à sa femme qui la considère douteuse. Après son départ, quand Jake attaque un greffé pour récupérer un de ses organes juste devant la maison de Rémy, ce dernier décide de laisser tomber le métier de Repo et de rechercher un emploi dans la vente, au grand dam de Jake.
Pour sa dernière reprise, Rémy est envoyé à la résidence d'un producteur de musique, dont il admire le travail. Après avoir laissé assez de temps à l'homme pour terminer une chanson, Rémy se prépare à reprendre son cœur. Quand il tente d'utiliser un défibrillateur cardiaque pour arrêter le cœur, le défibrillateur a un dysfonctionnement qui lui envoie un important choc électrique à travers son corps et il tombe dans le coma. Lorsque Rémy se réveille de son coma, il est informé par Jake et Frank, ses collègues, que le choc a gravement endommagé son cœur. Il peut être équipé d'un cœur artificiel, ou mourir. Après avoir essayé de partir de l'hôpital, Rémy accepte à contrecœur la procédure.
Rémy retourne à son travail, mais n'est plus capable de l'exercer : il se sent juste, avec son nouveau cœur, comme une cible (comme toutes celles que lui-même a déjà traqué) que comme un chasseur. Il tente une transition dans la vente, mais se retrouve rapidement avec des retards de paiement. Jake reprend Rémy pour une mission à la périphérie de la ville où des personnes qui ont des comptes en souffrance avec l'Union fuient pour éviter la reprise de l'organe. Rémy est à nouveau incapable d'exécuter une reprise, après quoi il est abandonné par Jake, et ce jusqu'à ce qu'il puisse accomplir son travail. Rémy perd connaissance à la suite de l'attaque de deux hommes dont il a tenté de reprendre les organes. Carol quitte Rémy et part avec leur fils.
Rémy, au réveil, se retrouve face à Beth, une artiste qu'il a rencontrée auparavant dans un bar où elle chantait. Il découvre qu'elle a de multiples artiforgs qui sont tous en attente de paiement et donc qu'elle est une cible potentielle pour les repo-men, et qu'elle est toxicomane. Rémy l'emmène dans une chambre de motel, où il reste avec elle pour son sevrage. Après une tentative ratée pour effacer son propre compte et empêcher quiconque de le traquer, Rémy revient au siège de L'Union et tente de détruire les preuves de sa dette envers l'entreprise, mais Jake le surprend et Rémy doit s'enfuir avec Beth.
Beth et Rémy, tombés amoureux, partent vivre dans la périphérie. Rémy utilise une vieille machine à écrire, que Beth lui offre, pour écrire le récit de sa vie. Un repo-man débarque pour récupérer les organes de Rémy et Beth, mais ils parviennent à le neutraliser, non sans endommager la prothèse du genou de Beth, et récupèrent sa voiture pour infiltrer les locaux de L'Union. Rémy tente de forcer Frank, son ancien responsable, à effacer son compte, mais il découvre que c'est impossible, car les comptes ne peuvent être effacés que dans le bureau central, qui semble imprenable.
Rémy et Beth tentent de fuir en prenant l'avion, mais la sécurité les arrête en voyant saigner le genou de Beth. Ils sont contraints de se battre contre la sûreté de l'aéroport et deux autres repo-men. Rémy les tue ou les neutralise tous, et tout en s'échappant, se retrouve face à face avec Jake, qui a été affecté au recouvrement de la dette de Rémy. Le couple arrive à s'enfuir, et va voir un médecin au marché noir pour remplacer le genou de Beth. Après la procédure, tous deux sont arrêtés par Jake, qui les a suivi. Il s'ensuit une lutte acharnée, au cours de laquelle Jake révèle que c'est lui qui a endommagé le défibrillateur de l'unité pour que Rémy continue son travail de repo-man afin qu'ils puissent obtenir une promotion. Jake assomme Rémy et l'emmène.
Rémy se réveille dans un abri souterrain avec Beth, où se cachent de nombreuses personnes avec des organes non payés et donc traquées depuis longtemps par les repo-men. Ces derniers finissent par trouver l'abri et mènent une attaque, tuant une quantité considérables de personnes. Beth et Rémy survivent à la nuit, mais Rémy est pris de remords après avoir trouvé les cadavres des victimes de l'Union. Il décide de détruire tous les comptes de la société pour empêcher les recouvrements. Après avoir passé son histoire à son fils au cours d'une brève rencontre dans un train, ils se rendent au siège de L'Union. Rémy et Beth sont poursuivis dans l'immeuble, et après une bataille intense, arrivent à la porte rose, derrière laquelle se trouve le système d'enregistrement des unités collectés. Grâce à utilisation de l'œil prothèse de Beth, ils sont capables de rentrer à l'intérieur avant que Jake et Frank n'arrivent. Une fois à l'intérieur, ils découvrent que le serveur n'a pas d'interface, à l'exception d'un scanner. Rémy se rend compte que la seule façon de se retirer du système est de se « scanner ». Remy et Beth s'ouvrent mutuellement afin de scanner leurs différents organes pour annuler leurs dettes.
Jake et Frank entrent à leur tour dans la salle, pendant que Rémy tente désespérément de réanimer Beth, qui a cessé de respirer pendant le processus. Jake demande à Rémy si elle valait toutes les difficultés et la douleur qu'il s'est fait subir, et Rémy acquiesce. Frank tire une arme pour tuer Rémy, mais Jake se retourne contre son employeur, le tuant avec un couteau. Jake assiste alors Rémy dans la réanimation de Beth, après quoi il dépose deux explosifs à l'intérieur de l'unité de prélèvement d'organe.
Plus tard, Rémy est sur une plage tropicale, jouissant de sa liberté avec Beth et Jake. Il s'avère que Rémy a subi des lésions cérébrales sévères lorsque Jake l'a assommé plus tôt dans le film, et que tous les événements qui ont suivi ne se sont déroulés que dans l'esprit de Rémy. Jake, pris de remords, a payé le cœur artificiel de Rémy, annulant sa dette, et l'a enfermé dans un rêve idyllique avec Beth pour le reste de sa vie. Abattu, Jake reprend sa fonction de repo-men, tandis que L'Union poursuit ses activités.

## Fiche technique
- Titre : Repo Men
- Titre québécois : Les Repreneurs
- Réalisation : Miguel Sapochnik
- Scénario : Eric Garcia et Garrett Lerner, d'après le roman d'Eric Garcia The Repossession Mambo
- Musique : Marco Beltrami
- Photographie : Enrique Chediak
- Montage : Richard Francis-Bruce
- Direction artistique : Dan Yarhi
- Production : Scott Stuber (en)
- Sociétés de production : Bluegrass Films, Mambo Film Productions et Scion Films
- Société de distribution : Universal Pictures
- Pays d'origine :  États-Unis
- Langue originale : anglais
- Dates de sortie :
  - États-Unis et Canada : 19 mars 2010
  - France et Belgique : 14 juillet 2010
- Classification :
  - États-Unis : R-Restricted (interdit aux moins de 17 ans non accompagnés)
  - France : Interdit aux moins de 12 ans lors de sa sortie en salles puis aux moins de 16 ans à la télévision.

## Distribution
- Jude Law (VF : Xavier Fagnon ; VQ : Martin Watier) : Rémy
- Forest Whitaker (VF : Frantz Confiac ; VQ : Benoit Rousseau) : Jake
- Alice Braga (VF : Emmanuelle Rivière ; VQ : Marika Lhoumeau) : Beth
- Liev Schreiber (VF : Thierry Hancisse ; VQ : Pierre Auger) : Frank
- Carice van Houten (VF : Isabelle Gardien ; VQ : Catherine De Sève) : Carol
- Chandler Canterbury (VF : Alexis Riey ; VQ :[Célia Gouin-Arsenault) : Peter
- Joe Pingue (VF: Gérard Darier ; VQ : Louis-Philippe Dandenault) : Ray
- Liza Lapira (VF : Tulika Srivastava ; VQ : Aurélie Morgane) : Alva
- Yvette Nicole Brown (VF : Catherine Artigala) : Rhodesia
- RZA (VF : Paulin Fodouop ; VQ : Pierre-Etienne Rouillard) : T-Bone
- Wayne Ward : John
- Tanya Clarke : Hooker
- Max Turnbull (VF : Jérémy Martin) : Larry, « le poumon »
- Tiffany Espensen (VF : Clara Quilichini ; VQ : Ludivine Reding) : Alva petite
- Rafferty Law : Rémy jeune
- Tremayne Corion : Jake jeune
- Carlos Diaz : le passager du taxi
- Kevin Rushton : l'homme au bras artificiel
- John Leguizamo : Ashbury (non crédité)

 Source et légende : version française (VF) sur RS Doublage et Voxofilm

## Production
En 2003, les scénaristes Eric Garcia et Garrett Lerner ont commencé à collaborer avec Miguel Sapochnik sur un scénario basé sur un roman écrit par Garcia. Le roman, Repossession Mambo, a été publié le 31 mars 2009.
L'acteur Leonardo DiCaprio s'est vu proposer un rôle dans le film mais a décliné l'offre.
En juin 2007, Universal Pictures recrute Jude Law et Forest Whitaker pour jouer dans le film. La production a débuté en septembre 2007. Le Casting pour ce film a été réalisé par Mindy Marin, la conception de la production par David Sandefur, la direction artistique par Dan Yarhi, les décors par Clive Thomasson, et la conception des costumes par Caroline Harris. Le tournage a eu lieu à Toronto, et dans la région du Grand Toronto en Ontario.
La bande originale de Repo Men a été composée par Marco Beltrami, qui a enregistré la bande originale avec Hollywood Studio Symphony au the Newman Scoring Stage de la 20th Century Fox.
Le film s'est vu ajouter 7 minutes de film dessiné publiés sur Apple.com le 15 mars 2010.

## Chorégraphie
La chorégraphie des combats a été réalisée par Hiro Koda et Jeff Imada. Forest Whitaker a été un étudiant de longue date de Filipino Martial Arts sous Dan Inosanto et a donc participé à l'élaboration des scènes de combats dans le film.

## Accueil
Le film a généralement reçu des commentaires négatifs des critiques. Rotten Tomatoes rapporte que 22 % des 146 critiques données au film ont un bilan positif, avec une note moyenne de 4,2 sur 10, le film détient un taux d'approbation globale de 19 %, sur un échantillon de 32 commentaires. Selon le site, le consensus général est que « Repo Men a une intrigue qui se tient, des rebondissements intéressants, mais qui sont noyés dans un scénario confus, avec des évènements sans surprise, et du gore abrutissant ».

### Box-office
Repo Men a été numéro 4 au box-office le premier week-end avec 6 126 170 $ pour 2521 salles, soit en moyenne 2,430 $ par salle. Au niveau national du film a finalement gagné 13 794 835 $. En juillet 2010 Parade Magazine a dressé la liste des films ayant eu le « plus gros flops au box office de 2010 (jusqu'à présent) », Repo Men est no 7. 
- Mondial : 18 000 000 $ US
- États-Unis : 14 000 000 $ US
- France : 18 000 entrées

### Critique
Il existe des similitudes entre le principe des repo men et Repo! The Genetic Opera. Le directeur de Repo! The Genetic Opera, Darren Lynn Bousman, a déclaré ouvertement son mécontentement face à la similitude du film avec le sien. Repo! a été initialement proposé à Universal Studios, selon l'écrivain Terrance Zdunich. Universal Studios a aimé le principe mais pas la nature musicale du film, et finalement ils ont refusé l'offre. Repo! a été accepté par les films Lion's Gate, Bousman s'est prononcé sur les similitudes excessives entre les parties qui vont au-delà de la convergence simple d'idées, et certains textes qui sont quasiment des copier coller du script de Repo! Terrence Zdunich a souligné dans son blog que Repo! The Genetic Opera était tiré d'une pièce de théâtre qu'il a commencée il y a dix ans alors que Repo Men est basé sur un roman Repossession Mambo qui n'a été publié qu'en 2009 (Repo! est sorti en 2008). Il a poursuivi en disant dans le même blog qu'il était « convaincu que Darren Smith et moi [Zdunich] sommes venus avec Repo! bien avant que les repo men (ou Repossession Mambo) aient vu le jour… » et on ne pourrait pas le poursuivre pour violation de copyright.

## Sortie et multimédia
Sur le continent nord-américain, le film est sorti en salles le 19 mars 2010, (la date a été avancée par rapport à la date initialement prévue du 2 avril 2010). La version DVD non censurée ainsi qu'en version Blu-Ray a été mise en vente le 27 mai 2010.